# Schimmelmannia
Schimmelmannia, rod crvenih alga smješten u vlastitu porodicu Schimmelmanniaceae, dio reda Acrosymphytales. Postoji osam priznatih vrsta, a tipična je morska vrsta Schimmelmannia ornata (S. schousboei), opisana prvi puta 1841. kao Sphaerococcus schousboei J.Agardh

## Vrste
1. Schimmelmannia benzaiteniana M.Hoshino, C.ino, Kitayama & Kogame
2. Schimmelmannia bollei Montagne
3. Schimmelmannia dawsonii Acleto
4. Schimmelmannia elegans Baardseth
5. Schimmelmannia formosana W.-J.Yeh & C.C.Yeh
6. Schimmelmannia frauenfeldii Grunow
7. Schimmelmannia plumosa (Setchell) I.A.Abbott
8. Schimmelmannia schousboei (J.Agardh) J.Agardh
9. Schimmelmannia venezuelensis Ballantine, García, Gomez & M.J.Wynne